# Grad Zaprešić
Grad Zaprešić är en stad i Kroatien.   Den ligger i länet Zagrebs län, i den norra delen av landet, 15 km väster om huvudstaden Zagreb.